# Wij Zijn Socialisten
Wij Zijn Socialisten is een Belgische socialistische politieke beweging binnen de sp.a.

## Historiek
De beweging ontstond in augustus 2017 rond initiatiefnemers Stephen Bouquin, Marc Le Bruyn en Sofia Lamouchi en kreeg de steun van onder meer Francy Van der Wildt, Peter De Ridder en Mario Van Essche. De doelstelling van de beweging is om de partij van onderuit te vernieuwen en te versterken. Zo werd onder meer opgeroepen om de partij te verlinksen en te democratiseren, als voorbeelden werden onder meer de politiek van Bernie Sanders en Jeremy Corbyn aangehaald. Ook werd er gepleit voor een samenwerking met andere linkse partijen, waaronder Groen.
Op de eerste bijeenkomst van de beweging waren onder meer Yasmine Kherbache en John Crombez aanwezig. Gastspreker op de tweede bijeenkomst was Paul Magnette.